# Empa
L'Empa (acrònim de Eidgenössische Materialprüfungs- und Forschungsanstalt, en alemany, literalment en català “laboratoris federals suïssos d'assaig i recerca en materials”) és un institut suís de recerca en ciència i tecnologia de materials. És part del Domini d'Instituts Federals Suïssos de Tecnologia (ETH Domain) i és administrat pel govern federal suís. Des de la seva fundació l'any 1880 fins a finals dels 1980s, les funcions de l'EMPA estaven limitades a l'assaig de materials clàssics. Però en les dues darreres dècades, l'institut ha evolucionat fins a esdevenir un centre de recerca i desenvolupament en l'àmbit de la ciència i tecnologia de materials. Els més de 40 grups de recerca amb els que l'institut compta en l'actualitat s'estructuren en cinc grans departaments: Materials Avançats i Superfícies, Ciències de l'Enginyeria, Materials per la Vida, Mobilitat, Energia i Mediambient, i Materials Funcionals. L'institut té la seu central a Dübendorf (Cantó de Zuric) i compta amb dos altres campus a Sankt Gallen (Cantó de Sankt Gallen) i a Thun (Cantó de Berna).